# Projeto de Henrique E. Mindlin, Giancarlo Palanti para o Plano Piloto de Brasília

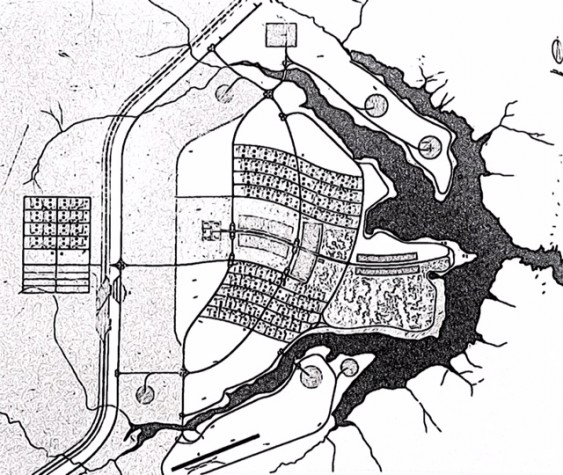
Plano Piloto de Brasília arquitetado por Henrique Mindlin e Giancarlo Palanti.

O Projeto de Henrique E. Mindlin, Giancarlo Palanti para o Plano Piloto de Brasília foi um dos projetos submetidos ao Concurso Nacional do Plano Piloto para a construção da nova capital do Brasil, realizado a partir de 30 de setembro de 1956, com critério de abranger o traçado básico da cidade e estrutura urbana. Ambos ficaram entre os sete finalistas do concurso.
O engenheiro Henrique Mindlin e o arquiteto Giancarlo Palanti apresentaram a proposta 24, numa área cercada de vegetação, isto é, o eixo monumental seria composta por três poderes: ministérios, zona comercial e residência presidencial. De acordo com os profissionais, a ideia seria desenvolver em dois eixos: para atividades administrativas e do governo; e para lazer, com o centro comercial e recreativo de Brasília.

## Contexto

### Inscrição para o concurso

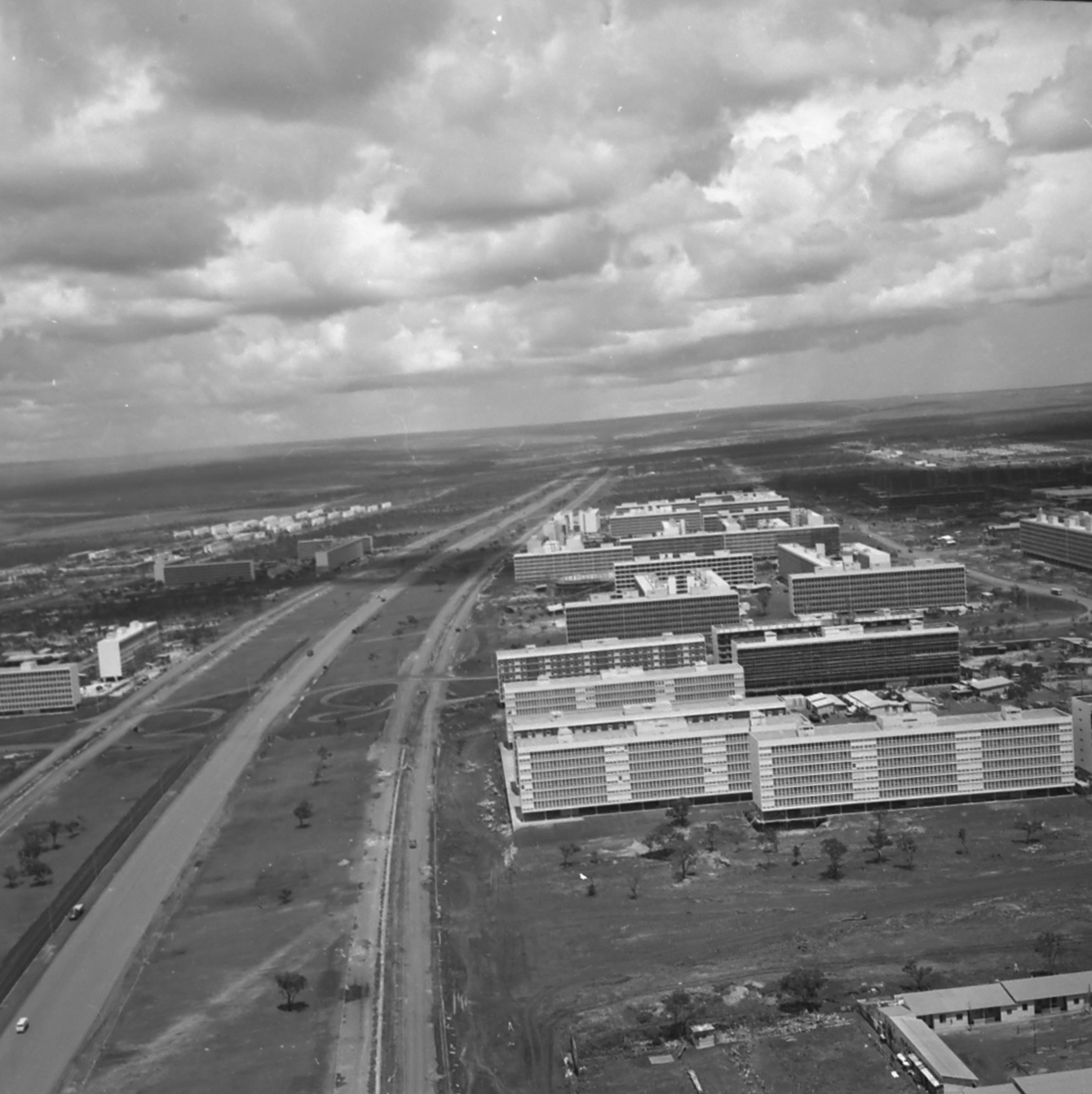
O concurso para o Plano Piloto de Brasília foi criado em setembro de 1956 visando a construção da nova capital federal que seria inaugurada em 1960.

Em 30 de setembro de 1956, o Diário Oficial da União publicou o edital do concurso de construção para o Plano Piloto de Brasília, sendo que o projeto deve abranger o traçado básico da cidade e características da estrutura urbana. Além disso, os concorrentes tiveram que apresentar elementos para evidenciar seus planos como: esquema cartográfico para a área do Distrito Federal, os cálculos e abastecimento de energia elétrica, água e transporte; programa de desenvolvimento da cidade, a estabilidade econômica da região, entre outros.
Somente profissionais como arquitetos, engenheiros ou urbanistas que puderam participar do concurso, sendo que o projeto teve que ser apresentado em até 120 dias (desde o dia de inscrição) e executado por meio de tinta e cópia heliográfica. Os autores do projeto que ficaram em primeiro, segundo, terceiro, quarto e quinto lugar foram premiados com um milhão de cruzeiros, quinhentos mil, quatrocentos mil, trezentos mil e duzentos mil, respectivamente.

### Plano de Mindlin e Palanti
De acordo com o projeto n.º 24 apresentado pelo engenheiro Henrique Mindlin e o arquiteto Giancarlo Palanti, era composto por áreas verdes, sendo que os ministérios, centro comercial e residencial estariam bem próximas do Lago Paranoá com a residência presidencial. A leste e zona industrial eram separadas pela rodovia e ferrovia, uma vez que vegetação estava em torno da cidade. Para ambos, Brasília seria definida por dois eixos: das atividades que envolve o governo e questões administrativas; e ambiente de lazer, com o centro comercial e recreativo da nova capital.
Os jurados valorizaram a importância no que diz respeito a densidade, economia e uso do solo, mas criticou o agrupamento das embaixadas dos ministérios, uma vez que o projeto seria feito em extremidades distintas do plano piloto, além das unidades de habitações não se adequarem na prática.
A proposta de Mindlin e Palanti foram um dos sete finalistas da concurso, sendo o primeiro dos três que ficaram na quinta colocação.